# Daphnia magna
Daphnia magna (Straus, 1820), rozwielitka wielka – gatunek wioślarki z rodzaju Daphnia i podrodzaju Ctenodaphnia, należący do rodziny Daphniidae.

## Opis
Skorupka słabo prześwitująca, o ubarwieniu szarożółtym do szaroczerwonego. Męskie osobniki sięgają rozmiarów 2,2–3,5 mm, natomiast żeńskie 2,0–6,0 mm.
Występuje w trwałych i okresowych zbiornikach wodnych. Gatunek eurytermiczny.